# One-Pedal-Driving

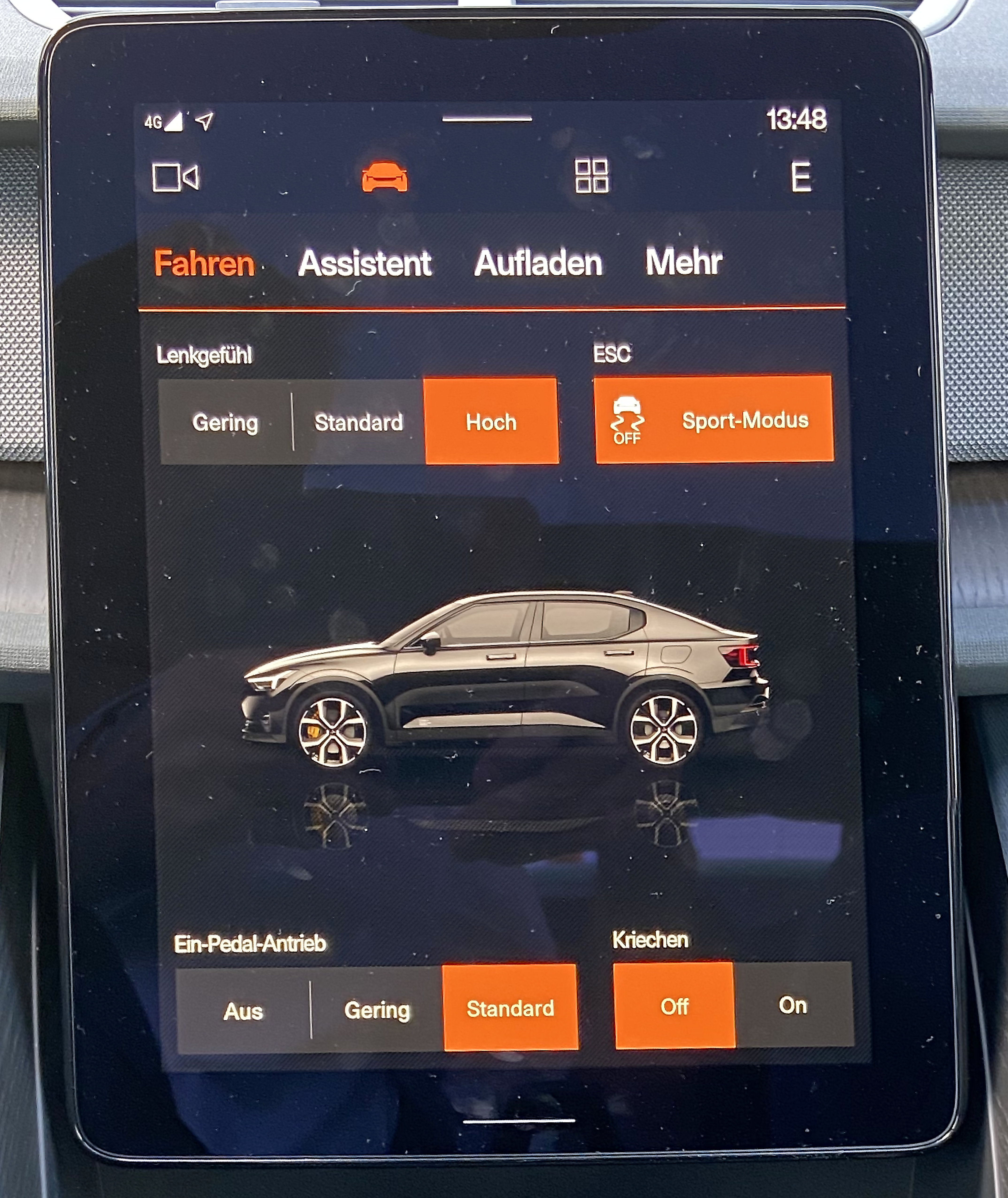
Bildschirmmenü mit Einstellmöglichkeit zum „Ein-Pedal-Antrieb“ im Polestar 2

Als One-Pedal-Driving (von englisch one-pedal driving ‚Ein-Pedal-Fahren‘, im Deutschen auch als auch Ein-Pedal-Fahren, One-Pedal-Fahren oder Single-Pedal-Driving bezeichnet) bezeichnet man ein Konzept der Geschwindigkeitsbeeinflussung eines Kraftfahrzeugs durch den Fahrer oder die Fahrerin, bei dem mit einem einzigen Pedal das Fahrzeug sowohl beschleunigt als auch aktiv gebremst werden kann. Anwendung findet es in Elektro- und Hybridfahrzeugen für den Straßenverkehr, insbesondere Elektroautos.

## Grundprinzip

### Klassisches Zwei-Pedal-System
Klassischerweise ist ein Kraftfahrzeug für die Steuerung der Fahrgeschwindigkeit mit zwei Pedalen ausgestattet: ein Fahrpedal („Gaspedal“) zum Beschleunigen und ein Bremspedal zum Bremsen. Je stärker man das jeweilige Pedal tritt, desto stärker ist die Beschleunigungs- bzw. Bremswirkung. Beide Pedale werden mit demselben Fuß bedient, und der Fuß muss beim Übergang zwischen Beschleunigung und Bremsen sowie umgekehrt zwischen beiden Pedalen wechseln. Bei Fahrzeugen mit Verbrennungsmotor führt das Loslassen des Gaspedals zwar zur Motorbremsung; deren Wirkung ist aber von Getriebe, Fahrgeschwindigkeit, Motordrehzahl und dem Vorhandensein einer Segelfunktion abhängig und im Alltag zum Bremsen nicht ausreichend. Für das Bremsen kommt daher überwiegend die über das Bremspedal bediente Betriebsbremsanlage zum Einsatz (mechanische Reibungsbremsen: üblicherweise Scheiben- oder Trommelbremsen), welche die Bewegungsenergie in Wärme umwandeln und damit einer weiteren Nutzung entziehen.
Bei Elektrofahrzeugen besteht gegenüber einem Fahrzeug mit Verbrennungsmotor zusätzlich die Möglichkeit einer gezielten Nutzbremsung. Hierbei wird der primär zum Antrieb dienende Elektromotor durch den Schub des rollenden Fahrzeugs als Generator genutzt; die so gewonnene elektrische Energie kann der Antriebsbatterie wieder zugeführt werden („Rekuperation“). Bei einem klassischen Zwei-Pedal-System wird die Nutzbremsung beim Betätigen des Bremspedals aktiviert; die Betriebsbremse wird entweder parallel dazu bei jeder Bremsbetätigung aktiviert („Parallelbremsung“) oder erst nach Überschreiten einer bestimmten Verzögerung durch die Rekuperation („Sukzessivbremsung“).

### One-Pedal-Driving
Beim One-Pedal-Driving erfolgt eine aktive Bremsung auch oder ausschließlich über das Fahrpedal. Genau wie beim klassischen Fahrpedal führt ein durchgedrücktes Pedal zur Beschleunigung (positives Drehmoment); nimmt man das Fahrpedal jedoch zurück, wird nach einer kurzen Übergangsphase des Leerlaufs die Nutzbremsung (negatives Drehmoment) eingeleitet. Diese wirkt umso stärker, je weniger Druck auf das Pedal ausgeübt wird. Bei noch weiterem Nachlassen des Pedaldrucks wird je nach Ausführung unter Umständen auch die Reibungsbremse zugeschaltet, da die maximal mögliche regenerative Verzögerung geringer ist als die Verzögerung durch Reibungsbremsen.
Die so erzeugte Bremswirkung ist jedoch begrenzt, um versehentliche Vollbremsungen zum Beispiel beim Abrutschen des Fußes zu vermeiden. Für Vollbremsungen (insbesondere eine Gefahrbremsung) steht weiterhin ein klassisches Bremspedal links neben dem Fahrpedal bereit, um die Betriebsbremse bei Bedarf mit voller Wirkung aktivieren zu können.

### Anhalten des Fahrzeugs
Die Bremskraft des Elektromotors lässt mit sinkender Umdrehungszahl stark nach und reicht daher nicht, um das Fahrzeug zum vollständigen Stillstand abzubremsen; das Auto rollt dann mit niedriger Geschwindigkeit aus. Zum Anhalten ist es daher fast immer notwendig, bei Unterschreitung einer bestimmten Geschwindigkeit die Betriebsbremse zu betätigen (dies geschieht in der Regel stufenlos, so genannte „Momentenverblendung“) oder im Elektromotor aktiv einen Gegenschub auszulösen. Fahrzeuge mit konsequentem One-Pedal-Driving tun dies automatisch, so dass auch zum Anhalten in der Regel kein Bremspedal betätigt werden muss. Es hat sich noch kein allgemeiner Sprachgebrauch entwickelt, ob ohne eine solche Funktion von One-Pedal-Driving gesprochen werden sollte.

### Mapping
Für die Übersetzung der Pedalauslenkung in das (positive, neutrale oder negative) Drehmoment des Antriebsmotors lassen sich unterschiedliche Funktionen („Mappings“) festlegen. Die Wahl des Mappings hat Auswirkungen auf Energieverbrauch, Fahrkomfort und Sicherheit. Das Mapping lässt sich auch in Abhängigkeit vom Fahrzustand (insbesondere aktuelle Geschwindigkeit) variabel gestalten. In einigen Fahrzeugen lässt sie sich auch vom Benutzer nach Bedarf bzw. in Abhängigkeit von der Fahrsituation einstellen. In der Literatur wurden auch dynamische Systeme vorgeschlagen, die das Mapping an den jeweiligen Fahrstil anpassen. Ebenso existieren Systeme, die es während der Fahrt an dem aufgrund von Navigations- oder Sensordaten zu erwartenden Bremsbedarf ausrichten. So führt zum Beispiel das Loslassen des Pedals auf freier Autobahn zu einer geringen, vor engen Kurven oder bei vorausfahrenden Fahrzeugen zu einer starken Rekuperation.

### Bremsleuchte
Die in der EU verpflichtende UN/ECE-Regelung 13-H schreibt vor, dass die Bremsleuchte auch beim regenerativen Bremsen durch Zurücknehmen des Fahrpedals aktiviert wird, sobald eine hinreichend starke aktive Verzögerung eintritt. Dabei ist das Aufleuchten bei einer Verzögerung von mehr als 0,7 m/s² zulässig, bei mehr als 1,3 m/s² Pflicht.

## Geschichte
Seit mindestens 1956 wurde One-Pedal-Driving (unter anderen Bezeichnungen) von Wissenschaftlern und Erfindern auch für Fahrzeuge ohne Rekuperationsmöglichkeit vorgeschlagen, um Komfort und Sicherheit zu erhöhen. Das vom Erfinder G. Peiseler aus Leipzig vorgeschlagene Peiseler-Pedal wurde in den 1950er-Jahren in einen Opel Kadett eingebaut, vom KTA der DDR abgenommen und war in Berlin in Betrieb. Der Schweizer Ingenieur Eugen Kaeppler brachte 1958 ein kombiniertes Gas-Brems-Pedal als Nachrüstsatz auf den Markt, das die Bedienrichtung umkehrte: Treten führt zum Bremsen, Loslassen zum Beschleunigen. Obwohl in Fahrversuchen tatsächlich eine Verkürzung der Reaktionszeit nachgewiesen werden konnte, fanden die Vorschläge bislang keinen Einzug in die Serienfertigung von Pkw mit Verbrennungsmotoren.
Eine stark vereinfachte Version des One-Pedal-Driving findet sich seit vielen Jahrzehnten in Autoscootern.
Erst mit dem Aufkommen der Elektromobilität in den 2010er-Jahren wurde One-Pedal-Driving auch in Serienfahrzeugen umgesetzt, da die Rekuperation zusätzliche Vorteile schaffte. 2013 führte BMW im i3 eine je nach Fahrsituation unterschiedlich starke Rekuperation durch Loslassen des Pedals ein; sie bringt das Fahrzeug jedoch nicht zum Stillstand, so dass weiterhin häufig das Bremspedal genutzt werden muss. 2017 stellte Nissan die zweite Generation des Leaf vor, der One-Pedal-Driving erstmals konsequent umsetzte. Weitere Hersteller von Elektroautos folgten, so zum Beispiel im 2020 eingeführten Polestar 2, bei dem das One-Pedal-Driving eines von drei möglichen einstellbaren Bedienkonzepten ist.

## Vor- und Nachteile
Das One-Pedal-Driving soll den Energiebedarf verringern, da es eine Verzögerung allein durch die Nutzbremse erlaubt und für die meisten Fahrsituationen kein Energieverlust durch mechanisches Bremsen auftritt. In einer Untersuchung der TU Eindhoven wurde beim One-Pedal-Driving eine verbesserte Energieeinsparung durch Rekuperation festgestellt, die durchschnittlich im Stadtverkehr acht Prozentpunkte und im Überlandverkehr vier Prozentpunkte betrug; die Ergebnisse waren aber sehr vom Fahrstil der Fahrer abhängig; bei einzelnen Fahrern kam es sogar zu einem Mehrverbrauch. Zudem wurde der Vergleich zu einem System mit Parallelbremsung gezogen, bei dem gleichzeitig elektrisch und mechanisch gebremst wird. Es ist zu vermuten, dass sich die Erkenntnisse nicht auf einen Vergleich zu sukzessivem Bremsen übertragen lassen.
Generell vermindert die Nutzbremsung den Verschleiß der Reibungsbremse; dadurch werden die entsprechenden Wartungskosten stark vermindert. Dieses Ziel kann jedoch auch durch eine Sukzessivbremsung, bei der im Anfangsbereich ausschließlich die elektrische Bremse aktiviert wird, im Zwei-Pedal-System erreicht werden.
In Fahrtests wurde One-Pedal-Driving von Testfahrern nach Eingewöhnung als angenehm zu fahren empfunden. In einer Untersuchung an zwölf Probanden mit Fragebögen und Elektroenzephalografie (EEG) konnte ein gesteigertes Fahrvergnügen festgestellt werden. Die EEG-Ergebnisse legten ferner nahe, dass die Fahrer von kognitiven Prozessen entlastet werden; dies spiegelte sich allerdings nicht in den Angaben der Probanden in den Fragebögen wider.
Im Falle einer Gefahrbremsung entsteht durch das Wechseln des Fußes vom Fahr- zum Bremspedal eine Pause von ca. 0,2 Sekunden, während der das Fahrzeug nicht aktiv gebremst wird. Durch das One-Pedal-Driving wird bereits beim Loslassen des Pedals mindestens die Nutzbremse aktiviert, wodurch auch in dieser Zeitspanne bereits eine Verzögerung des Fahrzeugs bewirkt und der Anhalteweg verkürzt wird; die Verzögerung ist jedoch von der fahrzeugabhängig programmierten Maximalverzögerung und von der technisch bedingten Rekuperationsfähigkeit begrenzt.
Das System erfordert eine Umgewöhnung der Fahrer; dies gilt nicht nur einmalig beim Wechsel auf ein Fahrzeug mit One-Pedal-Driving, sondern auch beim Zurückwechseln auf ein Fahrzeug mit klassischer Zwei-Pedal-Bedienung. Insbesondere bei letzterem Wechsel besteht die Gefahr, dass der Fahrer durch einfaches Loslassen des Pedals eine Bremswirkung erwartet, die dann aber nicht eintritt. Von Kritikern wird befürchtet, dass die Wahl des Fahrers zwischen zwei Bremsmöglichkeiten in einer Gefahrensituation zu einer Verzögerung des Bremsvorgangs führen könnte.

## Sicherheit
In der wissenschaftlichen Literatur und den Medien werden verschiedene Mutmaßungen angeführt, wie sich One-Pedal-Driving auf die Sicherheit auswirken könnte. Dabei werden mögliche positive wie negative Effekte erwähnt. Bislang liegen keine umfangreicheren wissenschaftlichen Erkenntnisse oder empirische Statistiken dazu vor, ob One-Pedal-Driving insgesamt positive oder negative Effekte mit Bezug auf die Sicherheit zeigt.
Auch beim One-Pedal-Driving kommen in vielen Fahrzeugen Notbremsassistenten zum Einsatz. In der wissenschaftlichen Literatur wurden zudem Force-Feedback-Systeme vorgeschlagen, die dem Fahrer zum Beispiel bei einer Fußgängererkennung über eine mechanische Anregung des Fahrpedals Signale geben, um die Sicherheit zu verbessern.